# 高空搜查隊
高空搜查隊（英語：High-Rise Search Team，縮寫为）成立於1997年，隸屬於香港警務處行動處行動部行動科重點及搜查組警察搜查隊，主要責任為負責高空安全保障搜查及協助蒐證任務。高空搜查隊在各種安全儀器輔助下從高空升降至所需要位置，到達後先行紀錄及報告所見證物，並且需要攝影罪案現場，再將證物安置，最後轉交予其他警察單位進行後續警務。

## 組織
高空搜查隊有逾22名男性人員和3名女性人員，大多擁有專業教練資格。人員分為5小隊輪流侯命。每次行動最少4人一組，由一名警署警長監察。

## 歷史
1997年，警察搜查隊為香港特別行政區成立慶典準備一連串的保安搜查行動期間，發現當中涉及不少高空空間。因此，警察搜查隊成立了高空搜查隊以提升搜查上述空間的能力。

## 遴選
投考加入高空搜查隊的人員必須擁有至少3年駐守於警察搜查隊的經驗，並且擁有良好出勤紀錄。此外，亦要求擁有良好體魄及不畏高，同時能夠通過長達一日的高空攀爬測試。包括在80米高的香港會議展覽中心天台游繩而降至金紫荊廣場，以及徒手攀爬室內場館等等。高空工作隊每年只會納入1至2名人員。

## 訓練
成功通過考核後，人員需要接受高空搜查隊聯同職業訓練局合作提供的吊船訓練及連同民眾安全服務隊合作提供的攀山訓練，並且繼續接受其他定期訓練。

### 培訓
英國國家搜查中心及中國公安部亦定期與高空搜查隊進行技術交流、聯合訓練以至演習。

## 裝備
- 手提離子分析機
- 高空工作平台，澳洲製造，於2007年引入[6]。

## 大事記
- 1997年香港主權移交儀式
- 2004年少女倒斃藍田山澗案
- 2005年世界貿易組織第六次部長級會議
- 2007年香港特別行政區成立十周年紀念
- 2008年夏季奧林匹克運動會馬術比賽
- 2009年東亞運動會
- 2010年馬頭圍道唐樓倒塌事件

## 已知行動紀錄
1. 2007年11月，為蜘蛛人案到東龍島蒐證，用時4句[7]。
2. 2011年8月15日，於添馬艦新政府總部進行高空安全保障搜查。
3. 2011年8月16至18日，為到訪香港，入住君悅酒店的中國副總理李克強進行高空安全保障搜查[8]。